# تي جاي
تي جاي (بالإنجليزية: Tee Jay) (21 يناير 1962 – 19 مايو 2006) هو ملاكم غاني راحل، مثّل بلاده في الألعاب الأولمبية الصيفية 1984.

## روابط خارجية
تي جاي على موقع بوكس ريك (الإنجليزية) (registration required)
- تي جاي على موقع أوليمبيديا (الإنجليزية)